# Steenberg Ham
De Steenberg Ham was een steenberg in de Nederlandse gemeente Kerkrade. De heuvel was oorspronkelijk de steenstort van de kolenmijn Domaniale mijn.

## Geografie
De heuvel lag in het zuiden van de gemeente. In het noorden werd de steenberg begrensd door de Domaniale Mijnstraat en in het zuiden door de Maria Gorettistraat. Ten zuiden van de heuvel ligt Nulland en ten westen stroomt de Anstelerbeek. De steenberg lag op het Plateau van Kerkrade en ten oosten van het Anstelerbeekdal.

## Geschiedenis
In 1952 werd op het terrein ten westen van de Nullandschacht begonnen met de aanleg van de steenstort voor de Domaniale mijn. Met de ontginning van steenkool in het Zuid-Limburgs steenkoolbekken ontstond er ook onbruikbaar steenafval afkomstig uit de steengangen die men met spoorwagens naar de steenstort vervoerde en daar deponeerde. De Steenberg Ham was de tweede steenberg van de kolenmijn, in 1934 was men reeds begonnen op de noordelijker gelegen Steenberg Beerenbosch. De steenberg te Nulland had slechts een hoogte van maximaal 15 meter boven het maaiveld.
In 1969 werd de kolenmijn gesloten. Na de mijnsluiting werd besloten om het gebied om te vormen in een natuur- en recreatiegebied en werden er wandelpaden aangelegd.